# Oda Eiicsiró
Oda Eiicsiró (尾田 栄一郎; Hepburn: Oda Eiichirō; Kumamoto, 1975. január 1. –) japán mangaművész, leghíresebb műve a One Piece. Az 516 milliós példányszámban elkelt mű, jelenleg a legsikeresebb mangasorozatnak számít világszerte. A mű elterjedése után a legtöbben úgy tartották, hogy Oda Eiicsiró mangájával történelmet írt.

## Pályafutása

### Gyermekkora, inspirációk
Oda Eiicsiró 1975. január 1-jén született Kumamotóban. Négy éves korában döntötte el, hogy mangaka szeretne lenni, mivel nem kívánt „valódi állásban” dolgozni. A legnagyobb hatással Torijama Akira és Dragon Ball című sorozata volt rá. Kalózok iránti érdeklődését valószínűleg a Viki, a viking rajzfilmsorozat kelthette fel. Yudetamago Kinnikuman című klasszikus birkózós mangájának egyik szereplője, Pandaman megtalálható Oda több későbbi munkájában is. A szereplő kifigurázott alakja visszatérő háttérszereplő a One Piece-ben.

### Alkotói tevékenysége
17 évesen, 1992-ben publikálta első mangáját, a Wanted!-et, amivel több díjat is szerzett, köztük második helyezettként a Tezuka-díjat, ezáltal felfigyeltek tehetségére és felvették a Súkan Sónen Jump szerkesztői közé. A lapnál számos mangaka asszisztense lett, például Kaitani Sinobu Suizan Police Gang mangájában, Tokuhiro Maszaja Jungle no ódzsa Tar-csan és Mizu no tomodacsi Kappaman mangában és végül Vacuki Nobuhiro Ruróni Kensin című mangájában is dolgozott, ami igen nagy hatással volt saját művészi stílusára. 19 évesen nyerte meg a Hop Step Award díját, fiatal művészek kategóriában. Ekkoriban segített megalkotni Vacukinak Kamatari Hondzsó karakterét a Ruróni Kensinben.
Ez idő alatt Oda két kalóz témájú one-shot történetet kezdett el egyidejűleg, amit az Akamaru Jump és a Súkan Sónen Jump tett közzé Romance Dawn címen 1996 végén. Először ebben szerepelt Monkey D. Luffy, mint főhős, aki a One Piece sorozat főszereplője lett.
A One Piece-t 1997-ben kezdte publikálni a Súkan Sónen Jump – majd kezdte el kötetekbe gyűjtve kiadni a Shueisha –, és már nemcsak az egyik legnépszerűbb manga Japánban, de ez lett minden idők legkelendőbb mangasorozata is. Az eladásszám 2005 februárjáig 100 millió tankóbon kötet kelt el, 2011 februárjára meghaladta a 200 milliót, 2013-ra pedig több mint 345 millió kötet adtak el világszerte. Emellett a One Piece tartja a kiadási rekordot Japánban. 2009-ben a One Piece 56 kötete 2,85 milliós darabszámmal elérte a valaha volt legmagasabb kezdeti kiadási példányszámot a mangák történetében. 2010-ben az 57. kötet kiadása után az eladás szám meghaladta a 3 milliót, amivel a manga valaha legkeresettebb mű lett Japánban. Jelenleg 73 megjelent kötete van a sorozatnak, ami többször is felülmúlta saját rekordjait, a legnagyobb kezdeti nyomtatási példányszám a 67. kötetnél volt, 4,05 millió példány 2012-ben. 2013-ban, a sorozat Jokojama Kimucsi Nekodarake Nice című művével egyetemben megnyerte a 41. Japan Cartoonists Association Award fődíját.
Az Oricon 2008-ban készített egy piackutatást, amiben Oda Eiicsiró és Togasi Josihiro (a Yu Yu Hakusho és a Hunter × Hunter mangakája) az ötödik legnépszerűbb helyen végeztek. 2010-ben egy újabb felmérés során viszont már a negyedik helyet kapta, mint „a mangaka, aki megváltoztatta a mangák történetét”.
A tizedik One Piece mozifilm, a Strong World történetet 120 oldalban rajzolta meg a mangaka és ez egy különleges kiadást kapott egy 0. tankóbonban, amit a film nézői ingyenesen kaphattak meg. A film különlegessége még, hogy a főcímdalát a Mr. Children biztosította. 2016 áprilisában részt vett az anime 737. és a 738. részének készítésében, ami Sabo múltját mutatja be, és maga a mangaka felügyelte az extra jeleneteket.
Oda és Torijama Akira 2007-ben megalkotott egy crossover one-shot mangát Cross Epoch címmel, amely a One Piece-ből és Torijama Dragon Balljából vonultat fel szereplőket. 2013-ban együtt dolgoztak a Gaist Crusher videójáték Gaist nevű szereplőjén.

### Magánélete
Oda és Vacukinál megismert asszisztenstársai, Takei Hirojuki és Itó Mikio azután is jó barátok maradtak miután elváltak útjaik. Oda többször is említette, hogy a Toriko szerzőjével, Simabukuro Micutosival is jó barátságot ápol.
2009-ben letartóztattak egy nőt, aki közel száz fenyegető e-mailt küldött Odának 2007 szeptembere és decembere között. Az ok valószínűleg az lehetett, hogy az asszony férje Oda asszisztenseként dolgozott, de elbocsájtották.
Nős, 2005-ben házasodott Inaba Csikaival. Két gyermek édesapja.

## Munkái
- Wanted! (1992)
- Kami kara mirai no Present (神から未来のプレゼント; Kami kara mirai no Purezento?; God's Present for the Future) (1993)
- Ikki jakó (一鬼夜行; Hepburn: Ikki yakō?) (1993)
- Monsters (1994)
- Romance Dawn, 1. változat (1996)
- Romance Dawn, 2. változat (1996)
- One Piece (1997–)
- Wanted! Oda Eiicsiró tan hensú (WANTED! 尾田栄一郎短編集; Hepburn: Wanted! Oda Eiichirō tan henshū?; Wanted! Eiichiro Oda Short Stories) (1998) – rövid, egy fejezetes mangák gyűjteménykötete
- Cross Epoch (2007) – társszerző: Torijama Akira
- Dzsissoku! Akuma no mi!! (実食! 悪魔の実!!; Hepburn: Jisshoku! Akuma no mi!!?; Taste of the Devil Fruit) (2011) – társszerző: Simabukuro Micutosi

## Fordítás
Ez a szócikk részben vagy egészben  az   Eiichirō Oda című angol Wikipédia-szócikk ezen változatának fordításán alapul.  Az eredeti cikk szerkesztőit annak laptörténete sorolja fel. Ez a jelzés csupán a megfogalmazás eredetét és a szerzői jogokat jelzi, nem szolgál a cikkben szereplő információk forrásmegjelöléseként.